# Hedysarum semenovii
Hedysarum semenovii là một loài thực vật có hoa trong họ Đậu. Loài này được Regel & Herder miêu tả khoa học đầu tiên.